# Новая Жизнь (Крым)
Но́вая Жизнь (укр. Нове Життя, крымскотат. Yañı Qat, Янъы Къат) — село в Джанкойском районе Республики Крым, входит в состав Победненского сельского поселения (согласно административно-территориальному делению Украины — Победненского сельского совета Автономной Республики Крым).

## Население
| 2001 | 2014 |
| ---- | ---- |
| 829  | ↘722 |

Всеукраинская перепись 2001 года показала следующее распределение по носителям языка
| Язык             | Процент |
| ---------------- | ------- |
| русский          | 44.63   |
| украинский       | 30.16   |
| крымскотатарский | 24.61   |
| другие           | 0.24    |

### Динамика численности
- 1926 год — 153 чел.[10]
- 1989 год — 866 чел.[11]
- 2001 год — 829 чел.[12]
- 2009 год — 822 чел.[13]
- 2014 год — 722 чел.[14]

## Современное состояние
На 2017 год в Новой Жизни числится 7 улиц; на 2009 год, по данным сельсовета, село занимало площадь 95,3 гектара на которой, в 285 дворах, проживало 822 человека. В селе действуют средняя общеобразовательная школа, дом культуры, библиотека

## География
Новая Жизнь — село в центре района, в степном Крыму, высота над уровнем моря — 16 м. Соседние сёла: Победное в 3,5 км на северо-запад, Кондратьево в 1,5 км на юг и Октябрь в 5,5 км на юго-восток. Расстояние до райцентра — около 16 километров (по шоссе), ближайшая железнодорожная станция — Разъезд 10 км (на линии Джанкой — Феодосия) — примерно в 4 километрах. Транспортное сообщение осуществляется по региональной автодороге 35Н-144 от шоссе 35А-001 «граница с Украиной — Джанкой — Феодосия — Керчь» до Овощного (по украинской классификации — С-0-10420).

## История
На месте большого старинного крымскотатарского селения Яни-Кат в конце 1923 года со Смоленщины приехали первые поселенцы,основавшие село,которое получило название Волна. Впервые название встречается в Списке населённых пунктов Крымской АССР по Всесоюзной переписи 17 декабря 1926 года, согласно которому на хуторе Новая Жизнь, Барынского (немецкого) сельсовета Джанкойского района, числилось 29 дворов, из них 28 крестьянских, население составляло 153 человека, все русские, действовала русская школа. После образования в 1935 году Колайского района (переименованного указом ВС РСФСР № 621/6 от 14 декабря 1944 года в Азовский) село осталось в составе Джанкойского. На двухкилометровке РККА 1942 года селение подписано, как «Волна». До войны вблизи деревни Волна располагался колхоз "Новая Жизнь", в котором была племенная ферма. Поселение имело название хозяйства - Новая Жизнь.

Во время Великой Отечественной войны, 11 апреля 1944 года в боях за освобождение Ново-Владимировки, погибли воины 51-й армии старшина Парфирий Иванович Николаенко и рядовой Павел Федорович Давыдов. Павших похоронили на кладбище Ново-Владимировки. В 1966 году, в связи с ликвидацией села, останки были перезахоронены в село Новая Жизнь. В сквере, за домом культуры, на братской могиле установили обелиск сложной ступенчатой формы (автор неизвестен). Постановлением Совета министров Республики Крым № 627 от 20 декабря 2016 года памятник отнесён к категории объектов культурно-исторического наследия России регионального значения.
После освобождения Крыма от фашистов в апреле, 12 августа 1944 года было принято постановление № ГОКО-6372с «О переселении колхозников в районы Крыма» и в сентябре 1944 года в район приехали первые новоселы (162 семьи) из Житомирской области, а в начале 1950-х годов последовала вторая волна переселенцев из различных областей Украины. С 25 июня 1946 года селение в составе Крымской области РСФСР, на карте того же года обозначенное, как «совхоз Консервтреста». По решению Крымоблисполкома от 1958 года №580  села Новая Жизнь и Волна были объединены в одно село Новая Жизнь. 26 апреля 1954 года Крымская область была передана из состава РСФСР в состав УССР. Время включения в Заречненский сельсовет пока не установлено: на 15 июня 1960 года село уже числилось в его составе. По данным переписи 1989 года в селе проживало 866 человек. С 12 февраля 1991 года село в восстановленной Крымской АССР, 26 февраля 1992 года переименованной в Автономную Республику Крым. С 21 марта 2014 года в составе Крыма аннексирована Россией.